# LG Vu 3
LG Vu 3 là một chiếc điện thoại thông minh lai máy tính bảng ("phablet") chạy Android, được phát hành vào tháng 9 năm 2013. Kích thước màn hình 5,2 inch của Vu 3 gây ấn tượng. Máy được trang bị CPU Krait 400 2,26 GHz lõi tứ và GPU Adreno 330, chạy 4.2.2 Jelly Bean. Bản cập nhật 4.4.2 KitKat đã được phát hành vào ngày 14 tháng 3 năm 2014.